# Ustanciosporium appendiculatum
Ustanciosporium appendiculatum är en svampart som beskrevs av M. Piepenbr. 2000. Ustanciosporium appendiculatum ingår i släktet Ustanciosporium och familjen Anthracoideaceae.   Inga underarter finns listade i Catalogue of Life.